# Gary Gordon
Gary Ivan Gordon (ur. 30 sierpnia 1960 w Lincoln w stanie Maine, zm. 3 października 1993 w Mogadiszu) – sierżant (Master Sergeant) U.S. Army, żołnierz jednostki specjalnej Delta Force. Zginął podczas operacji Gothic Serpent w Somalii. Został pośmiertnie odznaczony Medalem Honoru.

## Okoliczności śmierci
3 października 1993 roku, podczas bitwy w Mogadiszu Gordon i Randy Shughart, stanowili zespół snajperów w helikopterze typu UH-60 Black Hawk, zapewniający osłonę jednostkom naziemnym operującym w centrum miasta. Podczas operacji Amerykanie stracili dwa śmigłowce Black Hawk. Po zestrzeleniu drugiego z nich, pilotowanego przez Michaela Duranta, Gordon trzykrotnie zgłosił prośbę o zezwolenie na zejście wraz z Shughartem z ich maszyny na ziemię w celu zapewnienia ochrony załodze UH-60 przed nadciągającą milicją. Byli świadomi, że zostaną otoczeni przez bojówki oraz że nie jest znany termin nadejścia posiłków. Po dotarciu do rozbitego śmigłowca wydobyli z niego poważnie rannego Duranta, który jako jedyny przeżył upadek. Natomiast obaj snajperzy polegli, broniąc miejsca katastrofy śmigłowca. Durant dostał się do niewoli, która trwała 11 dni, następnie został uwolniony.
Epizod ten został przedstawiony w filmie Ridleya Scotta pod tytułem Helikopter w ogniu.